# UNESCO-Kultur- und -Naturerbe in Sizilien

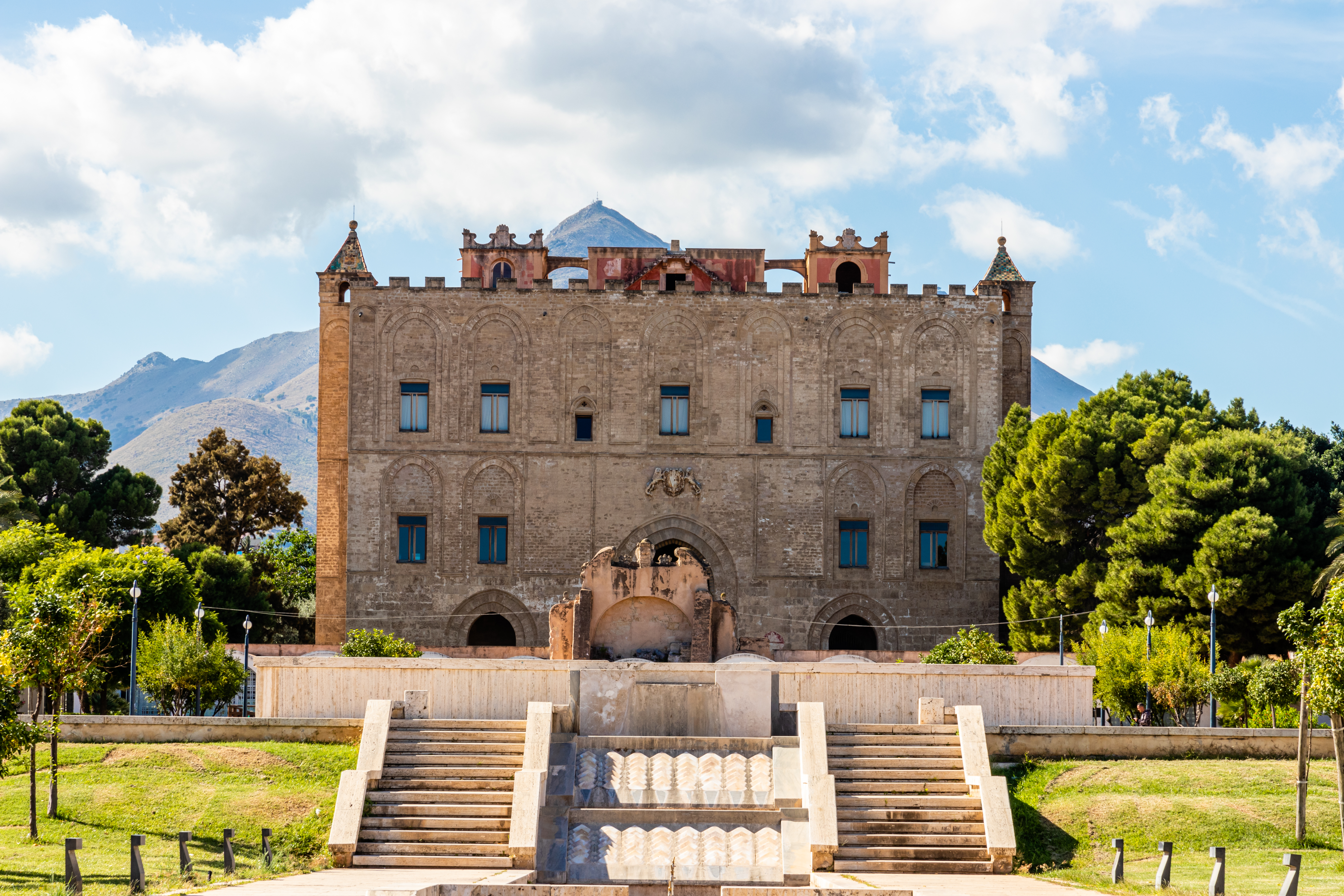
La Zisa, Bestandteil der Weltkulturerbestätte Arabisch-normannisches Palermo

Diese Seite gibt eine Übersicht über die verschiedenen Arten von Kulturgütern und Naturlandschaften der italienischen Region Sizilien, die von der UNESCO in ihre Listen schützenswerten Erbes eingetragen sind. Neben den nach der Welterbekonvention geschützten Kultur- und Naturerbestätten des UNESCO-Welterbes zählen dazu auch Geoparks, Biosphärenreservate, Immaterielles Kulturerbe und Weltdokumentenerbe.
Mit Stand 2023 sind für Sizilien fünf Kulturerbestätten und zwei Naturerbestätten in der Welterbeliste eingetragen. Außerdem hat Sizilien zwei Globale Geoparks und zwei Güter des immateriellen Kulturerbes, aber kein Biosphärenreservat und kein Welterbedokument.

## Welterbe

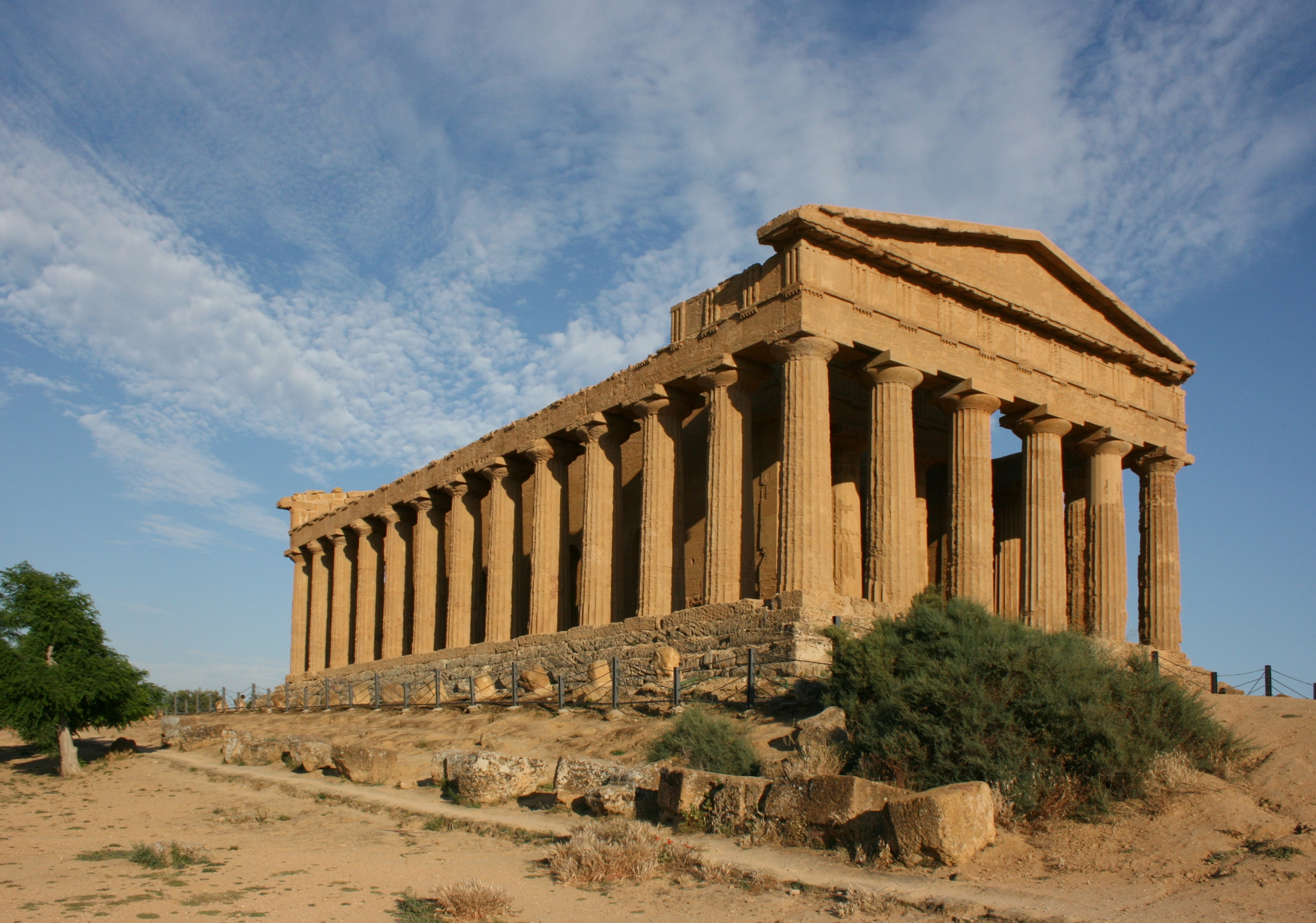
Concordiatempel in der Weltkulturerbestätte Archäologische Stätten von Agrigent

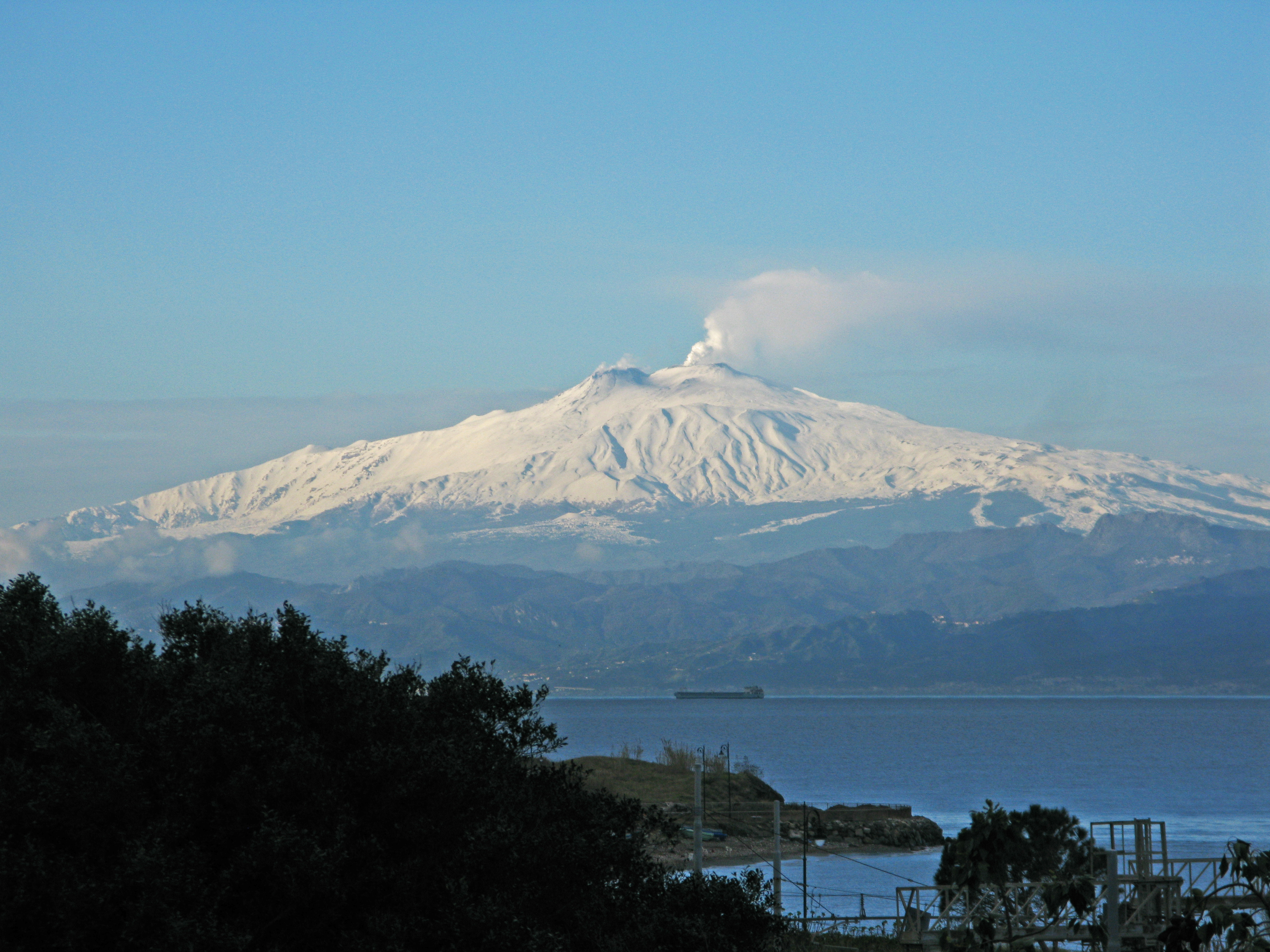
Ätna, Weltnaturerbestätte

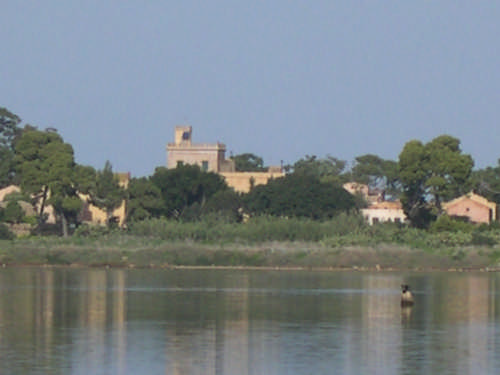
Mozia, Welterbekandidat

Als erstes Welterbe in Sizilien wurden 1997 die Archäologischen Stätten von Agrigent und die Villa Romana del Casale eingetragen. Jüngste Welterbestätte Siziliens ist seit 2015 das arabisch-normannische Palermo mit den Kathedralen von Cefalù und Monreale.

### Kulturerbestätten
- 1997: Archäologische Stätten von Agrigent
- 1997: Römische Villa von Casale
- 2002: Spätbarocke Städte des Val di Noto
- 2005: Syrakus und die Felsnekropolis von Pantalica
- 2015: Arabisch-normannisches Palermo und die Kathedralen von Cefalù und Monreale

### Naturerbestätten
- 2000: Äolische Inseln
- 2013: Ätna

### Tentativliste
In der aktuellen Tentativliste Italiens für Weltkulturerbe befinden sich aus Sizilien:
- 2006: Mozia und Lilibeo, die phönizisch-punische Zivilisation in Italien

Ehemals auf der Tentativliste eingetragen, aber wieder zurückgezogen oder von der UNESCO abgelehnt, wurden:
- 1984–1996: Archäologische Stätte von Segesta
- 1987: Archäologischer Park von Selinunt
- 1996–2011: Altstadt von Palermo, Botanischer Garten und Komplex von Monreale
Nur sieben Bauwerke Palermos im normannisch-arabisch-byzantinischen Stil und die Kathedrale von Monreale gehören seit 2015 zum Welterbe Arabisch-normannisches Palermo und die Kathedralen von Cefalù und Monreale.
- 1998–2005: Kathedrale und historischer Bezirk von Cefalù
Nur die Kathedrale von Cefalù gehört seit 2015 zum Welterbe Arabisch-normannisches Palermo und die Kathedralen von Cefalù und Monreale.
- 2002–2005: Küstenstreifen von Castellammare del Golfo bis Trapani, mit Erice, Mozia und den Ägadischen Inseln
Seit 2006 steht nur noch Mozia als Einzelvorschlag auf der Tentativliste.
- 2006–2021: Taormina und die Isola Bella

## Globale Geoparks

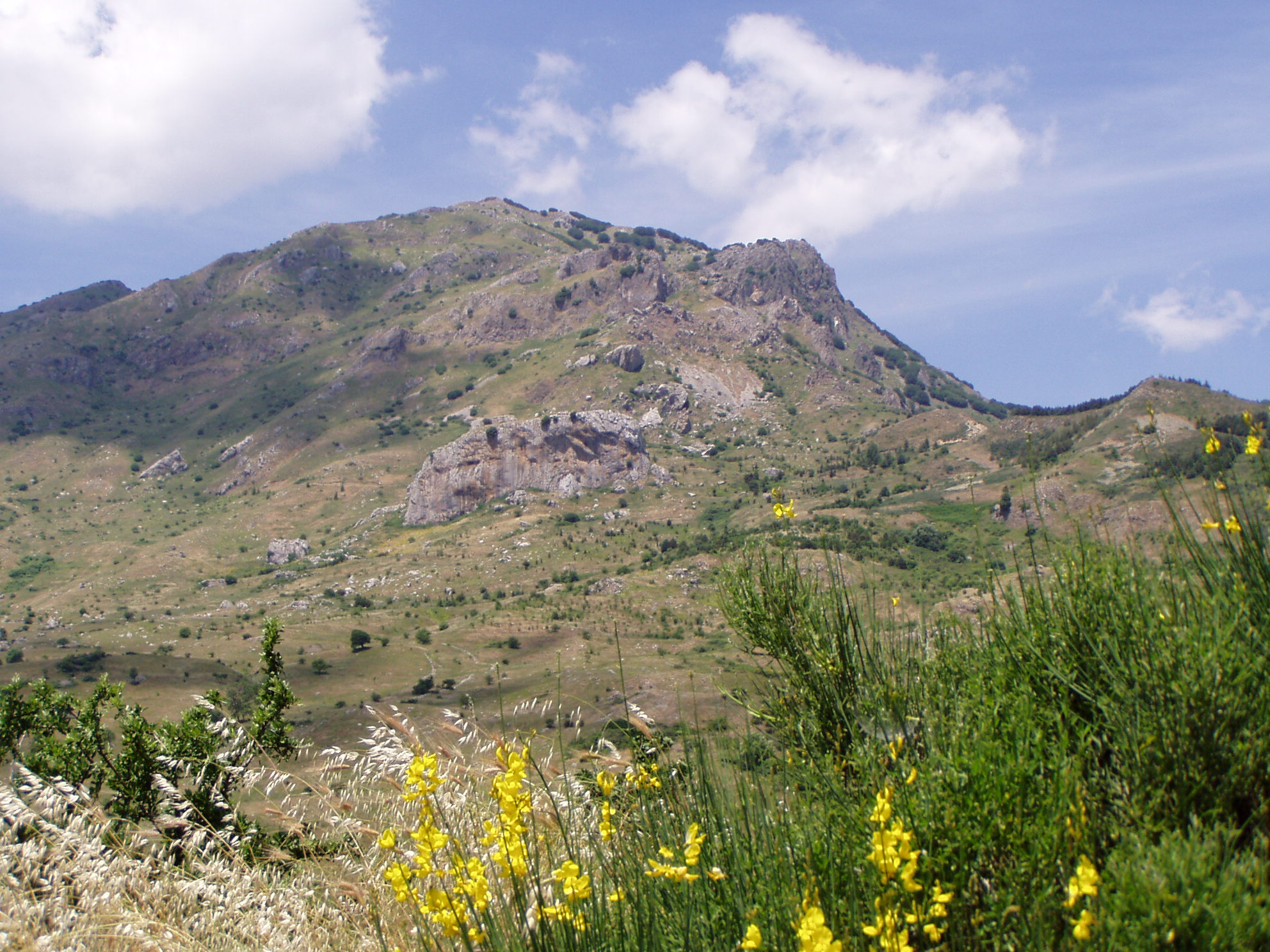
Parco delle Madonie, Geopark

- 2004: Parco delle Madonie
- 2004: Geopark Rocca di Cerere

## Biosphärenreservate
- noch keines ausgewiesen

## Welterbedokumente
- noch keines ausgewiesen

## Immaterielles Kulturerbe

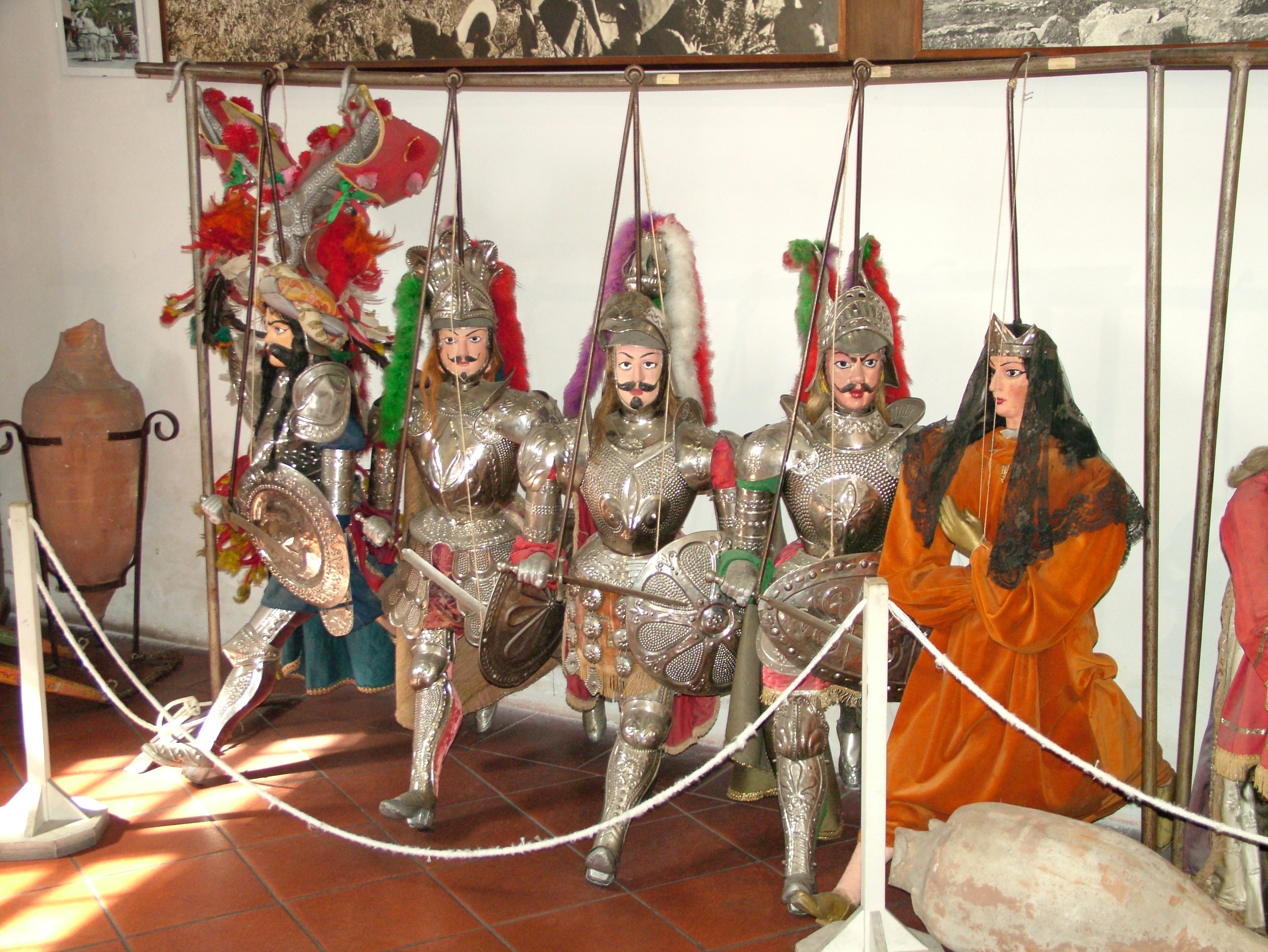
Sizilianisches Marionettentheater, Immaterielles Kulturerbe

- 2008: Opera dei Pupi, Sizilianisches Marionettentheater
- 2014: Traditionelle landwirtschaftliche Praxis des Kultivierens der ‘Vite ad alberello’ in der Gemeinde Pantelleria